# Compsibidion pumilium
Compsibidion pumilium är en skalbaggsart som beskrevs av Martins och Maria Helena M. Galileo 1999. Compsibidion pumilium ingår i släktet Compsibidion och familjen långhorningar. Inga underarter finns listade i Catalogue of Life.